# Дикая банда
Дикая банда (англ. Wild Bunch), также известная как Банда Дулина — Далтона или Оклахомбре  (Oklahombres) — банда американских преступников, базировавшихся на Индейской территории в конце XIX — начале XX веков. Бандиты орудовали в Канзасе, Миссури, Арканзасе и на территории Оклахомы в 1890-х годах — грабили банки и магазины, захватывали поезда и убивали служителей правопорядка. Их также называли Длинными всадниками из Оклахомы из-за длиннополых плащей, которые они носили.
Банда сформировалась в последнее десятилетие XIX века, и большинство её членов были убиты до 1900 года. Только двое из одиннадцати членов банды дожили до XX века, и все одиннадцать погибли насильственной смертью в перестрелках с правоохранителями.

## Состав банды
Банду возглавляли Билл Дулин и Уильям Мэрион «Билл» Далтон; в неё в разное время входили следующие лица: Уильям «Талса Джек» Блейк, Дэн «Динамит Дик» Клифтон, Рой Догерти (он же «Арканзасский Том Джонс»); Джордж «Биттер-Крик» Ньюкомб (он же «Слотер Кид»); Чарли Пирс, Уильям Ф. «Маленький Билл» Райдлер, Джордж «Красный Бак» Уэйтман, Ричард «Маленький Дик» Уэст и Оливер «Ол» Янтис. Кроме того, две девочки-подростка, известные как Короткие Штанишки и Скотница Энни сопровождали банду, сообщая о передвижениях правоохранителей всякий раз, когда они преследовали преступников.
Дулин, Ньюкомб и Пирс ранее были членами банды Далтонов, в которой доминировали братья Билла Далтона. Билл Далтон помогал своим братьям в их банде, но никогда не принимал участия ни в одном из их ограблений и не вмешивался до тех пор, пока двое из них не погибли при ограблении банка в Коффивилле, штат Канзас. Дулин работал ковбоем в Канзасе и земле чероки. В качестве главаря «Дикой банды» поддерживал что-то вроде образа Робина Гуда — он и его банда нападали на богатые учреждения, благодаря чему получали значительную помощь от широкой общественности в уклонении от закона.

## Истоки
В банде Далтона доминировали несколько братьев Далтонов во главе с Бобом Далтоном. Дулин, Ньюкомб и Чарли Пирс также были членами этой банды. Они приняли участие в неудачном ограблении поезда в Адэре, территория Оклахома, 15 июля 1892 года, в ходе которого были ранены два охранника и два горожанина, оба врачи, один из врачей умер на следующий день. Дулин, Ньюкомб и Пирс заявили, что Боб Далтон несправедливо разделил добычу, и ушли в знак протеста, но позже вернулись. По некоторым данным, Боб Далтон сказал Дулину, Ньюкомбу и Пирсу, что не желает их больше видеть. Тогда Дулин с друзьями вернулись в свое убежище в Ингаллсе, Территория Оклахомы. 5 октября четверо из оставшихся пяти членов банды Далтона будут убиты в Коффивилле, штат Канзас, во время неудачного ограбления.
Какое-то время Дулин и его партнеры действовали под предводительством преступника Генри Старра (в котом текла кровь чероки), скрываясь примерно в 75 милях к северо-востоку от Кингфишера, штат Оклахома, откуда они совершили несколько рейдов. Дулин, Ньюкомб и Пирс посетили мать Далтонов в Кингфишере, чтобы утешить её после смерти сыновей. Братья Лит и Билл Далтоны также навещали свою мать, и Дулин предложил им присоединиться к нему и его группе, чтобы отомстить за своих братьев. Билл Далтон согласился присоединиться к ним и вскоре принял участие в нескольких ограблениях, но Лит с отвращением отказался. Генри Старр был арестован в 1893 году и предстал перед судом в Форт-Смит .
Поскольку Дулин и Далтон были признаны лидерами банды, она стала известна как Банда Дулина — Далтона, а также как «Дикая банда». Они спрятались на северо-востоке округа Пейн и добывали боеприпасы и продовольствие в маленькой деревушке Ингаллс.

## Преступления
Дулин вскоре принял меры: 1 ноября 1892 года его новая шайка, «Дикая банда», ограбила банк округа Форд в Спирвилле, штат Канзас, скрывшись со всей наличностью и более чем 1500 долларов в казначейских билетах . Судя по разосланным описаниям, городской маршал Стиллуотера, Территория Оклахомы, узнал Ола Янтиса, нового члена банды. Отряд маршала вскоре загнал Янтиса в угол и убил в перестрелке. 
11 июня 1893 года «Дикая банда» задержала поезд Санта-Фе к западу от Симаррона, штат Канзас . Они взяли 1000 долларов серебром на экспрессе Калифорния-Нью-Мексико. Отряд шерифа из старого округа Бивер, территория Оклахома, догнал банду к северу от Форт-Саплэй . Банда скрылась, но в завязавшейся перестрелке Дулин был ранен в левую ногу. Травма причиняла ему боль всю оставшуюся жизнь.
1 сентября 1893 года отряд, организованный новым маршалом США Эветтом Дюма «И.Ди» Никсом, вошел в город Ингаллс с намерением захватить банду. В той перестрелке, вошедшей в историю как «битва при Ингаллсе», трое из четырнадцати полицейских были убиты. Также погибли двое горожан; один был убит, защищая преступников.
После небольшого перерыва банда продолжила свою деятельность на территории Оклахомы. 3 января 1894 года Пирс и Уэйтман ограбили магазин и почтовое отделение в Кларксоне . 23 января банда ограбила банк Farmers Citizens в Пауни, а 10 марта — железнодорожную станцию Санта-Фе в Вудворде на сумму более 6000 долларов.
20 марта Никс послал Трех Гвардейцев с приказом позаботиться о Дикой банде. В директиве, в частности, говорилось: «Я выбрал вас для выполнения этой работы, выражая полную уверенность в ваших способностях справиться с этими головорезами и привести их — живыми, если возможно, — мертвыми, если необходимо». 
1 апреля 1894 года банда попыталась ограбить магазин отставного заместителя маршала США У. Х. Карра в Сакред-Харт, Индейская территория . Несмотря на ранение в живот, Карр подстрелил Ньюкомба в плечо, и банда скрылась, ничего не получив. 
10 мая 1894 года «Дикая банда» ограбила банк в Саутвест-Сити, штат Миссури, на 4000 долларов, ранив нескольких горожан и убив одного. 
21 мая 1894 года присяжные в суде Роя Догерти (он же Суд «Арканзас Том Джонс») признал его виновным в непредумышленном убийстве, а не в убийстве трех заместителей маршала США. Фрэнк Дейл, территориальный судья, слушавший дело, вернулся в Гатри, столицу территории в Оклахоме, и сказал маршалу США Э. Д. Никсу: «… вы прикажете своим заместителям привести их мертвыми».
Тем временем Билл Далтон откололся от Дулина, чтобы сформировать свою собственную банду. 23 мая 1894 года Далтон и его новая банда ограбили Первый национальный банк в Лонгвью, штат Техас. Это нападение новой банды Далтона осталось единственным — вскоре трое её участников были уничтожены, а последний четвёртый оказался в тюрьме. 
Сообщалось, что 19 декабря 1894 года Дулин был одним из шестерых нападавших, пытавшихся ограбить магазин JR Pearce в Техасе, территория Оклахома; нападение было отбито, бандитам удалось унести товаров на сумму менее 20 долларов.
3 апреля 1895 года «Дикая банда» без Дулина захватила рок-айлендский поезд в Дувре, штат Оклахома. Не сумев открыть сейф с армейской платежной ведомостью в размере 50 000 долларов, они довольствовались отобранными у пассажиров наличными деньгами и драгоценностями. Заместитель маршала США Крис Мэдсен и его отряд сели на специальный поезд в Дувр и поднялись по следу на рассвете, застав банду врасплох около полудня. Маршалы убили Блейка и рассеяли банду. Это было последнее ограбление, совершенное «Дикой бандой», хотя некоторые из её членов продолжили грабежи и убийства. 

## Ликвидация

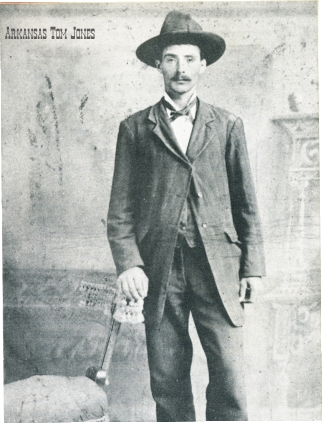
Рой Догерти, он же «Арканзас Том Джонс»

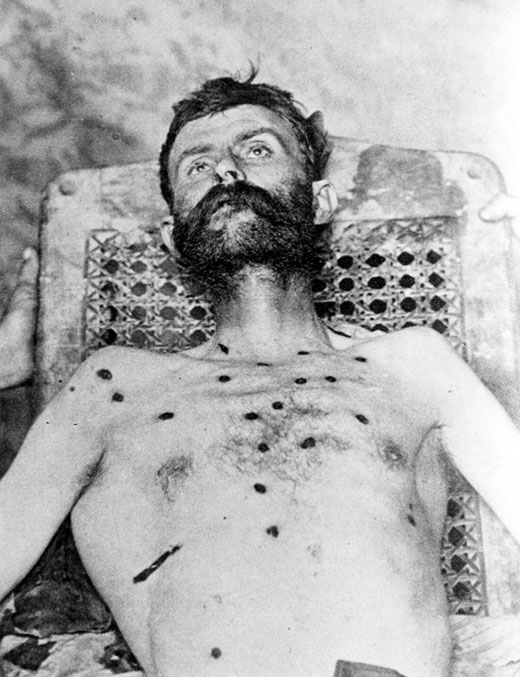
Билл Дулин

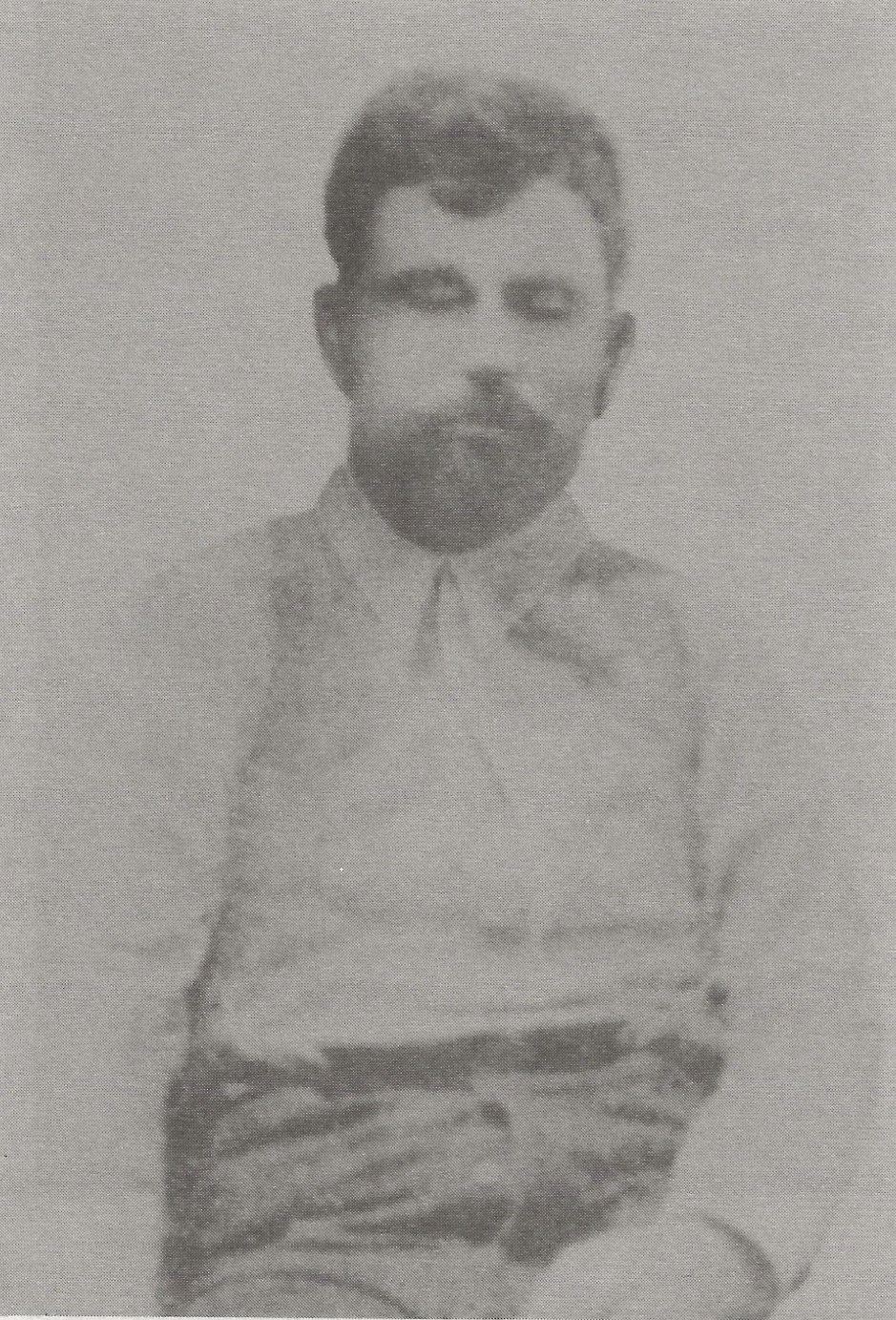
Мёртвый Билл Далтон, июнь 1894 г.

Маршал США Эветт «ЭД» Никс был назначен в 1893 году. Он сделал своим главным приоритетом ликвидацию банды Дулина-Далтона. Никс назначил для этой задачи сотню маршалов, настаивая на том, чтобы они работали по всем преступникам, но уделяя особое внимание Дикой банде. Маршал Никс решительно поддерживал своих заместителей, старался их обеспечить всем необходимым для уничтожения банды.
- Оливер «Ол» Янтис — убит 29 ноября 1892 года в Орландо, территория Оклахома, шерифом округа Форд, штат Канзас, Чалки Бисоном и заместителем маршала США Томом Хьюстоном.[8]
- Рой Догерти, он же «Арканзасский Том Джонс» — захвачен 1 сентября 1893 года в Ингаллсе, территория Оклахома; осужден и приговорен к тюремному заключению; помилован в 1910 г .; вернулся к грабежам; наконец, был выслежен и убит в перестрелке при сопротивлении аресту 16 августа 1924 года в Джоплине, штат Миссури .[9]
- Уильям Мэрион «Билл» Далтон — убит 8 июня 1894 года недалеко от Элка, Индийская территория, отрядом Анадарко.
- Уильям «Талса Джек» Блейк — убит 4 апреля 1895 года недалеко от Эймса, территория Оклахома, заместителями маршала США Уиллом Бэнксом и Исааком Пратером.
- Джордж «Биттер-Крик» Ньюкомб, он же «Слотер Кид» — убит 2 мая 1895 года в округе Пейн, территория Оклахома, братьями Данн, которые были охотниками за головами.
- Чарли Пирс — убит 2 мая 1895 года в округе Пейн, территория Оклахома, братьями Данн.
- Уильям Ф. «Маленький Билл» Райдлер — подстрелен и захвачен 6 сентября 1895 г. заместителем маршала США Биллом Тилманом; условно-досрочно освобожден в 1903 г. из-за осложнений от ран, полученных при задержании; умер в 1904 году.
- Билл Дулин — захвачен 15 января 1896 года в Эврика-Спрингс, штат Арканзас, заместителем маршала США Биллом Тилманом; сбежал с Динамитом Диком Клифтоном; убит 24 августа 1896 года в Лоусоне, территория Оклахома, отрядом заместителя маршала США Хека Томаса.
- Джордж «Красный Бак» Вайтман — убит 4 марта 1896 года недалеко от Арапахо, территория Оклахома, отрядом округа Кастер.
- Дэн «Динамит Дик» Клифтон — захвачен в июне 1896 г. заместителем маршала США из Техаса; сбежал с Биллом Дулином; убит 7 ноября 1897 года недалеко от Чекоты, Индийская территория, заместителем маршала США под командованием заместителя маршала Криса Мэдсена.
- Ричард «Маленький Дик» Уэст — убит 8 апреля 1898 года в округе Логан, территория Оклахома, заместителем маршала США под командованием заместителя маршала Криса Мэдсена.

## В популярной культуре
- Банда Дулина была показана в 21-м эпизоде 1-го сезона (дата выхода в эфир 10 июня 1954 г.) синдицированного телесериала 1950-х годов «Истории века[англ.]», с Джимом Дэвисом в качестве рассказчика и исполнителя главной роли.[10]
- Вымышленная банда преступников, называющих себя «Дикая банда» (и насчитывающая более 150 членов), появляется в комедийном итальянском спагетти-вестерне «Меня зовут Никто» (1973).
- Сюжет вестерна «Дикая банда» (1969) не имеет никакого отношения к истории данной преступной группировки.
- История банды послужила источником вдохновения для альбома Desperado[англ.] (1973) группы Eagles и песен «Doolin-Dalton» и «Bitter Creek» с этого альбома.
- В фильме «Дулины из Оклахомы[англ.]» (1949) с Рэндольфом Скоттом в главной роли Дулин изображен как персонаж типа Робин Гуда.